# Lutz Eichhorn
Lutz Eichhorn (* 20. August 1957) war Fußballspieler in der DDR. In deren höchster Fußballklasse Oberliga spielte er für den 1. FC Lokomotive Leipzig und die BSG Chemie Leipzig. Er ist mehrfacher Junioren- und Nachwuchs-Nationalspieler.

## Sportliche Laufbahn

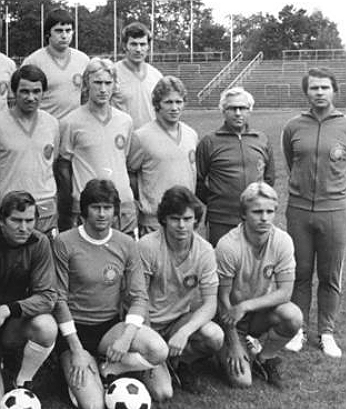
Eichhorn 1978 (mittlere Reihe, Mitte)

Mit neun Jahren begann Eichhorn seine Fußball-Laufbahn bei der Betriebssportgemeinschaft (BSG) Chemie Leipzig. Von dort wurde er 1974 im Alter von 17 Jahren zum Leipziger Spitzenklub 1. FC Lokomotive Leipzig delegiert. Ein Jahr später wurde er in die Junioren-Nationalmannschaft der DDR aufgenommen und bestritt am 13. Juli 1975 innerhalb des so genannten Turniers der Freundschaft in Pjöngjang (Nordkorea) sein erstes Junioren-Länderspiel. In der Partie DDR – Rumänien wurde er als Mittelfeldspieler eingesetzt. Bis zum November des Jahres bestritt Eichhorn insgesamt neun Länderspiele mit der Juniorenauswahl. 1976 wurde er mit den Junioren des 1. FC Lok DDR-Meister.
Sein erstes Spiel in der DDR-Oberliga bestritt Eichhorn am 30. April 1977. In der Begegnung des 23. Spieltages der Saison 1976/77 1. FC Lok – Union Berlin (3:1) wurde er als Linksaußenstürmer aufgeboten. Insgesamt kam er in dieser Spielzeit viermal in der Oberliga zum Einsatz. Außerdem stand er am 28. Mai 1977 als zentraler Mittelfeldspieler im Endspiel um der DDR-Fußballpokal, das die Leipziger aber mit 2:3 gegen Dynamo Dresden verloren. Zu Beginn der Saison 1977/78 hatte es zunächst den Anschein, als könnte sich der nur 1,69 m große Eichhorn einen Stammplatz in der ersten Mannschaft erobern, denn er absolvierte hauptsächlich im Mittelfeld spielend neun der 13 Hinserienspiele der Oberliga. In der Rückrunde kam er dann jedoch nur noch sechsmal als Einwechselspieler zum Zuge. Trotzdem kam er im Mai und August zu zwei Länderspielen mit der DDR-Nachwuchsnationalmannschaft. Auch in den beiden folgenden Spielzeiten kam er über das Dasein eines Ersatzspielers nicht hinaus, 1978/79 bestritt er 15, 1979/80 nur acht Oberligaspiele. Das Spiel 1. FC Lok – Wismut Aue am 15. März 1980 war sein letztes Pflichtspiel in der 1. Mannschaft der Leipziger. In seinen vier Spielzeiten in Leipzig war er damit auf 39 Oberligapartien gekommen, in denen er sechs Tore geschossen hatte. Daneben hatte er zehnmal im nationalen und fünfmal im Europapokal gespielt (2 bzw. 1 Tor).
Im Sommer 1980 wechselte Eichhorn zum Lokalrivalen BSG Chemie Leipzig, mit dem er bis 1982 in der zweitklassigen DDR-Liga spielte. In der Saison 1982/83 war er zwar als Mittelfeldspieler von der BSG Chemie gemeldet worden, bestritt jedoch mit der 1. Mannschaft kein Punktspiel und hatte damit auch keinen Anteil am Aufstieg der Mannschaft in die Oberliga. Bereits im November 1982 war er zum Militärdienst einberufen worden. Im Mai 1984 kehrte er von der Armee zurück und bestritt am 5. Mai noch für 20 Minuten ein Spiel für die BSG Chemie in der Oberliga. 1984/85 wieder im Aufgebot der 1. Mannschaft, absolvierte er zwischen dem 9. und 11. Spieltag die letzten drei Oberligaspiele seiner Fußball-Laufbahn und kam damit auf insgesamt 43 Erstligaspiele, wobei er bei Chemie torlos geblieben war.
Zur Saison 1985/86 schloss sich Eichhorn dem DDR-Ligisten Motor Grimma an, wo er bis 1988 blieb. Anschließend spielte er für die TSG Markkleeberg, wo er schließlich seine Fußball-Laufbahn beendete.